# KV6
KV6 (Kings' Valley 6) è la sigla che identifica una delle tombe della Valle dei Re in Egitto; era la tomba di Ramses IX, faraone della XX dinastia.

## Storia

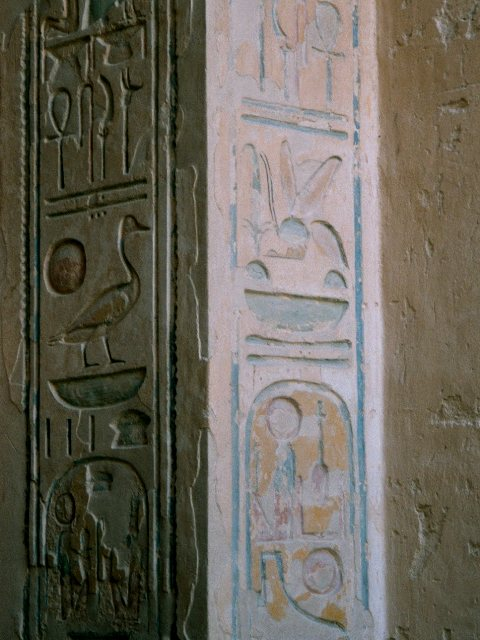
Il titolo Nesu Bity, Signore del Giunco e dell'Ape, il prenome, di Ramses IX da un rilievo della tomba

Accessibile e conosciuta fin dall'antichità, come denotano anche quarantasei graffiti lasciati da visitatori in età classica, fu mappata e rilevata da Richard Pococke nel 1737-1738, scavata nel 1817 da Henry Salt, quindi nuovamente mappata da James Burton nel 1825. La spedizione franco-toscana di Ippolito Rosellini effettuò rilievi epigrafici nel 1828-1829 e, nel 1888, fu scavata da Georges Daressy per conto del Servizio delle Antichità.
Molti dei reperti rinvenuti da Henry Salt fanno parte della Collezione Salt al British Museum tra cui una statua a grandezza naturale del Kha di Ramses IX, molto simile ad analoghe statue rinvenute nella tomba KV62 di Tutankhamon, ed una statua di divinità ctonia con un comparto atto al contenimento di un papiro.
Lo scavo di Daressy del 1888 portò alla luce un centinaio di ostraka, nonché un pattino in legno identificato come facente parte della slitta utilizzata per introdurre nella tomba il sarcofago del re; quest’ultimo, tuttavia, non fu rinvenuto.

## Architettura

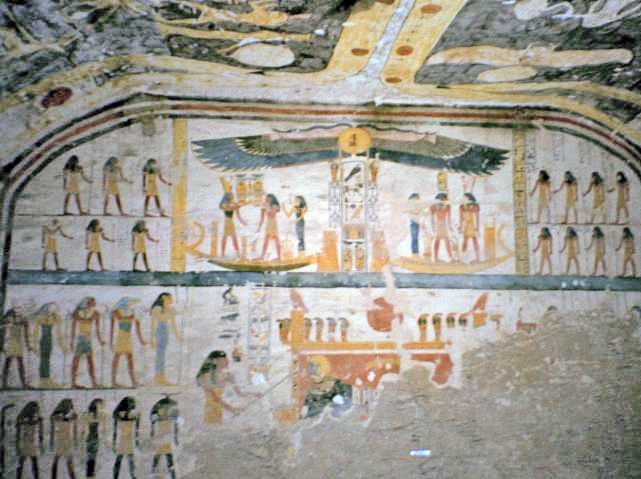
Parete decorata della tomba

Scavata sul versante sinistro, a pochi metri dalla KV5 e dalla KV55, è la tomba più prossima all’ingresso della Valle dei Re e presenta l’entrata più larga di tutte le tombe reali.
Si sviluppa su unico asse, come tipico delle tombe della XX dinastia con tre corridoi che si susseguono che immettono in un vestibolo e poi in una camera colonnata, non ultimata; da questa un breve corridoio in pendenza dà accesso alla camera funeraria ricavata, verosimilmente, allargando quello che doveva essere un altro corridoio. Uno scavo rettangolare nel pavimento, simile a quello riscontrabile nella KV1 di Ramses VII, doveva accogliere il corpo del re, ma non esiste traccia del pesante coperchio che doveva di certo esistere per richiuderlo.

## Decorazioni

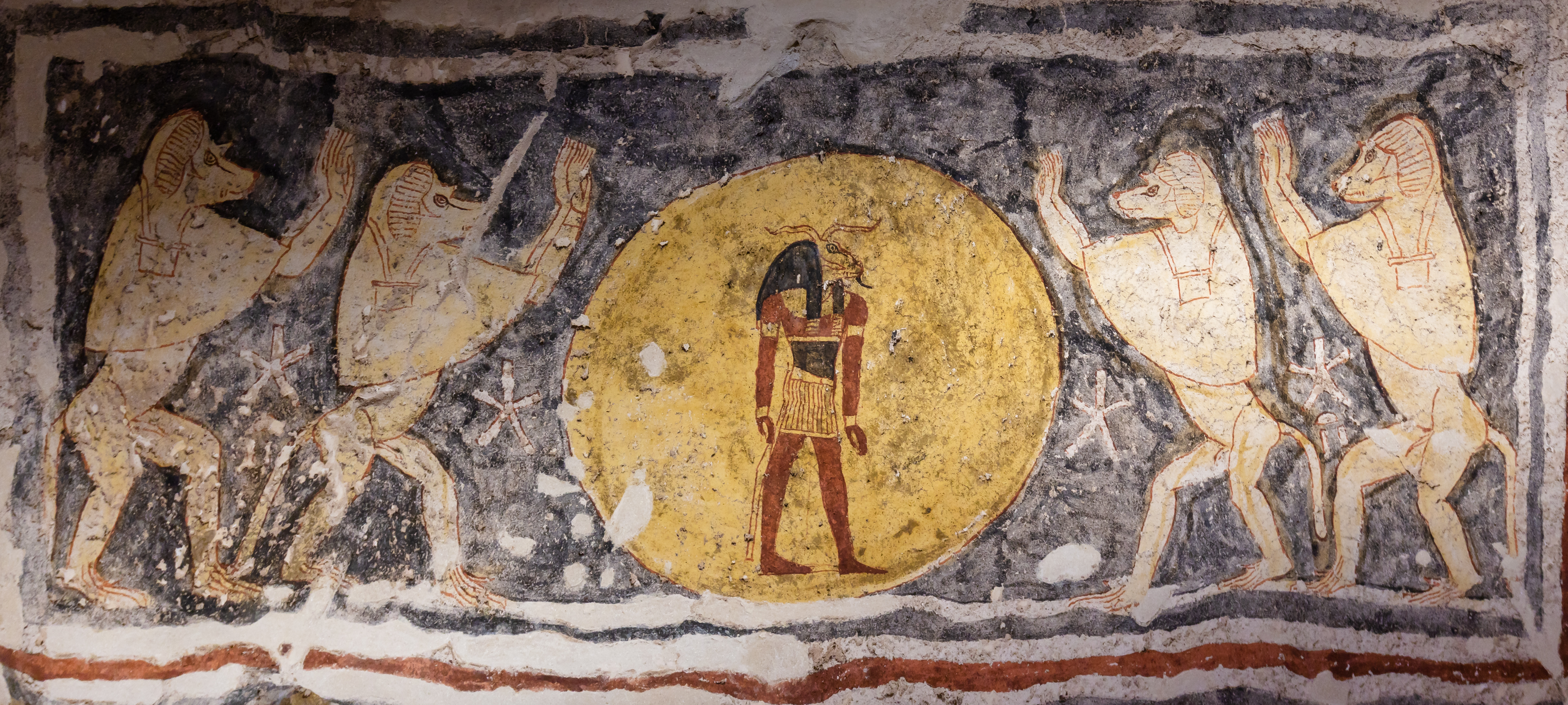
Un particolare della camera funeraria della KV6

Solo il primo corridoio era ultimato al momento della morte del re ed è decorato con scene del Libro delle Porte, delle Litanie di Ra e del Libro delle Caverne; quattro camere laterali, di cui una non ultimata, sono prive di decorazione parietale.
Nel corridoio successivo al primo, proseguono alcuni capitoli delle Litanie di Ra e del Libro delle Caverne, nonché capitoli del Libro della Terra e dell’Amduat così come nel terzo corridoio e nella camera funeraria. A riprova della incompletezza alla morte del re, si fa notare che i rilievi parietali di questi corridoi sono ben rifiniti fino ad un certo punto e quindi ultimati abbastanza frettolosamente.  Il vestibolo e la camera funeraria, con soffitto a volta, presentano soffitti astronomici con costellazioni e decani e, nella camera funeraria, la rappresentazione doppia della dea Nut, con piena similitudine di quanto possibile rilevare nella tomba KV9 di Ramses VI, e capitoli dei Libri dei Cieli.
La presenza di graffiti nella parte alta delle pareti indica che, in antico, la tomba doveva essere piena, fino ad una certa altezza, di detriti.
Dopo vari saccheggi cui la tomba fu soggetta, la mummia del re Ramses IX fu traslata nel nascondiglio DB320 di Deir el-Bahari durante la XXI dinastia. Era ornata con ghirlande di fiori, ma era contenuta in un sarcofago predisposto, originariamente, per la regina Neskhons, moglie di Pinedjem II, segno evidente che era stato necessario riadattare la sepoltura dopo il furto del sarcofago originale e i danni causati allo stesso corpo. Alcune etichette riportate sulle bende indicavano, infatti, che la risistemazione del corpo, per il resto completamente disarticolato, era avvenuta a Medinet Habu  nell’anno settimo di Siamon

### Annotazioni
1. ↑  Le tombe vennero classificate nel 1827, dalla numero 1 alla 22, da John Gardner Wilkinson in ordine geografico. Dalla numero 23 la numerazione segue l’ordine di scoperta.
2. ↑  Georges Daressy (1864-1938), egittologo francese.

### Fonti
1. ↑  vedi: informazioni turistiche
2. 1 2 3 4  Reeves & Wilkinson (2000), p. 168.
3. ↑  Alberto Siliotti (2010), p. 68.
4. ↑  (EN) Theban Mapping Project, su thebanmappingproject.com. URL consultato il 24 gennaio 2017 (archiviato dall'url originale il 5 maggio 2009)..
5. ↑  Reeves & Wilkinson (2000), p. 170.
6. ↑  (EN) Theban Mapping Project, su thebanmappingproject.com. URL consultato il 23 febbraio 2006 (archiviato dall'url originale il 5 dicembre 2006).
7. ↑  Reeves & Wilkinson (2000), p. 171.